# Erhartskirche (Hohenacker)

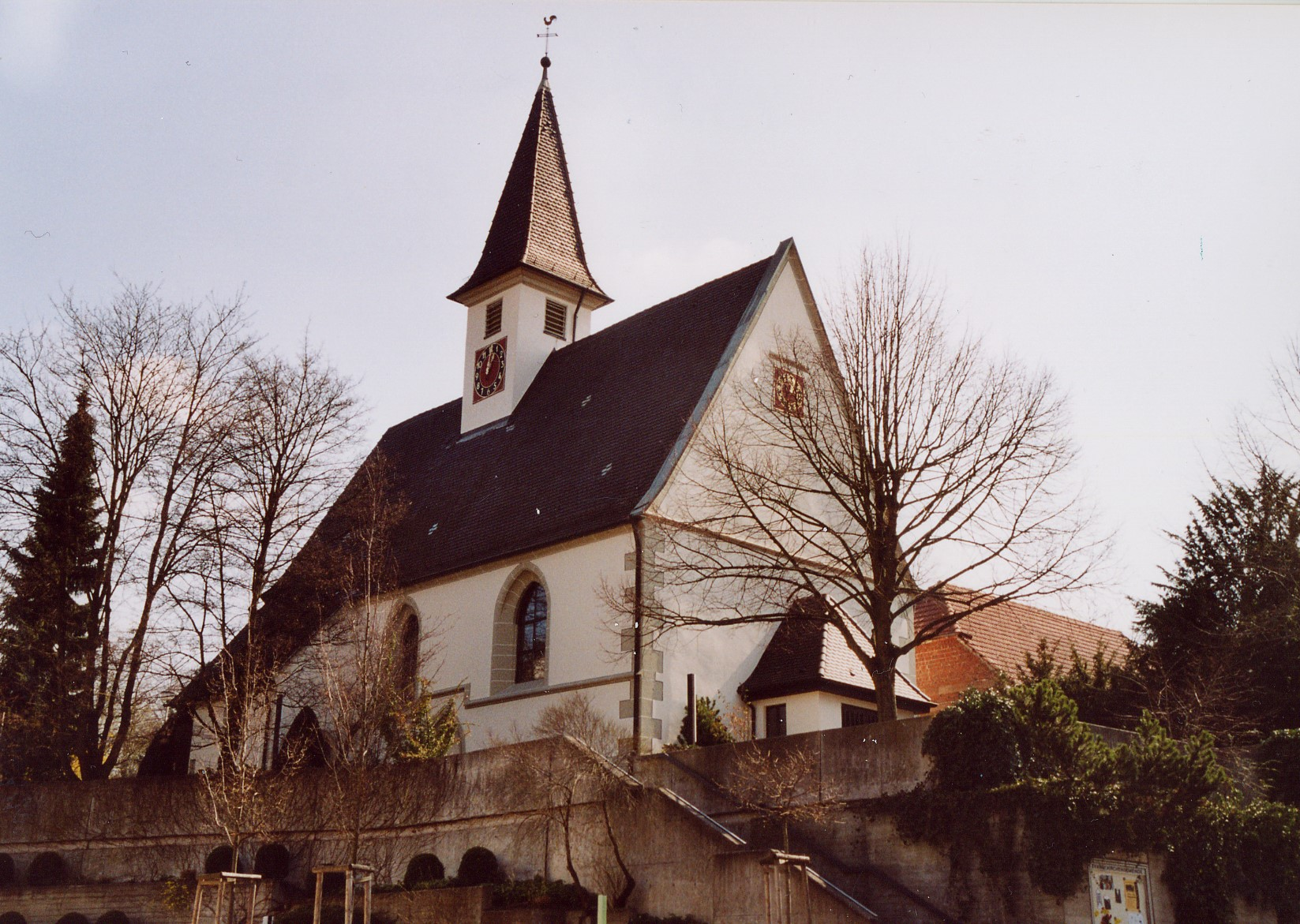
Erhartskirche in Hohenacker

Die evangelische Erhartskirche steht in Hohenacker, einem Ortsteil der Kreisstadt Waiblingen im Rems-Murr-Kreis in Baden-Württemberg. Das Bauwerk ist beim Landesamt für Denkmalpflege Baden-Württemberg als Baudenkmal eingetragen. Die Kirchengemeinde gehört zum Kirchenbezirk Waiblingen der Evangelischen Landeskirche in Württemberg.

## Beschreibung

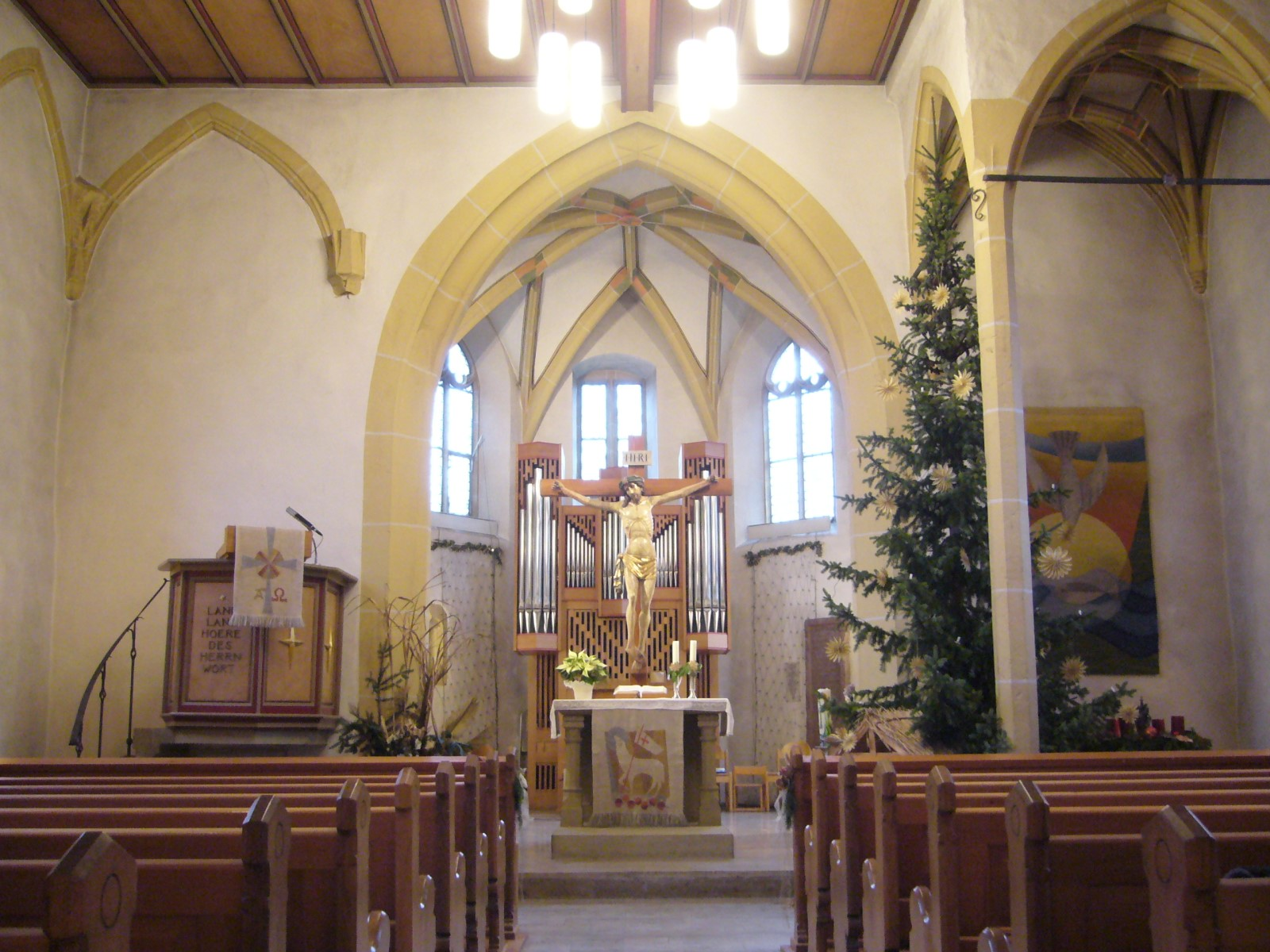
Blick zum Chor

Die 1498 gebaute spätgotische Saalkirche besteht aus einem Langhaus, einem eingezogenen, dreiseitig geschlossenen Chor im Osten und der Sakristei unter dem Schleppdach im Norden. Aus dem Satteldach des Langhauses erhebt sich ein quadratischer Dachreiter, der die Turmuhr und den Glockenstuhl für drei Kirchenglocken beherbergt, und der mit einem spitzen Helm bedeckt ist.
Der Innenraum des Chors ist mit einem Sterngewölbe überspannt. Von den beiden als raumhohe Baldachine ausgebildeten Ziborien im Osten des Langhauses ist das südliche erhalten. Die Orgel wurde von der Orgelbau Tzschöckel gebaut.